# کریستینا گیازیتسیدو
کریستینا گیازیتسیدو (یونانی: Χριστίνα Γιαζιτζίδου؛ زادهٔ ۱۲ october ۱۹۸۹ (۳۵ سال)) ورزشکار روئینگ اهل یونان است.